# للا الصعیدی
لَلا آسیه الصیعدی (به عربی: للا الصعیدی؛ متولد ۱۹۵۶) یک عکاس مراکشی است که به خاطر عکس‌های صحنه‌سازی‌شده‌اش از زنان عرب در هنر معاصر شناخته می‌شود. او در حال حاضر در بوستون، ماساچوست و مراکش فعالیت می‌کند و محل سکونت فعلی او در نیویورک است.

## دوران اولیه زندگی و تحصیل
لَلا آسیه الصیعدی در سال ۱۹۵۶ در مراکش به دنیا آمد. او در ۱۶ سالگی برای ادامه تحصیل در دبیرستان به پاریس رفت. پس از بازگشت به مراکش، ازدواج کرد و به عربستان سعودی نقل مکان کرد، جایی که صاحب دو فرزند شد و سپس طلاق گرفت. اسایدی در اوایل دهه ۱۹۹۰ به پاریس بازگشت تا در École Nationale Supérieure des Beaux-Arts (مدرسه ملی عالی هنرهای زیبا) تحصیل کند.
او در سال ۱۹۹۶ به بوستون نقل مکان کرد و مدرک کارشناسی خود را از دانشگاه تافتز در سال ۱۹۹۹ دریافت کرد. سپس مدرک کارشناسی ارشد خود را در رشته‌های نقاشی و عکاسی از دانشکده موزه هنرهای زیبا در سال ۲۰۰۳ کسب کرد.

## پیشه

Bullets Revisited #3 (2012)، موزه ملی زنان در هنر، واشینگتن، دی سی

الصعیدی تحت تأثیر تجربیات خود از رشد در مراکش و زندگی در عربستان سعودی، به بررسی راه‌هایی می‌پردازد که جنسیت و قدرت بر بدن زنان مسلمان و فضاهایی که در آن زندگی می‌کنند، تأثیر می‌گذارد. او بیان کرده است که کارش جنبه‌ای زندگی‌نامه‌ای داردو از تفاوت‌هایی که در زندگی زنان در ایالات متحده و مراکش از نظر آزادی و هویت درک می‌کند، الهام گرفته است.
او از طریق تمرین‌های استودیویی‌اش در بوستون، طیف گسترده‌ای از موضوعات از جمله مسائل دیاسپورا، هویت و مکان مورد انتظار را بررسی می‌کند. الهام‌بخش بسیاری از آثار او، دوران کودکی‌اش، فضای فیزیکی که در آن به عنوان یک زن جوان به به نافرمانی برخاست، نشات گرفته است.زمانی که او از هنجارهای رفتاری تعیین‌شده توسط فرهنگ مراکش سرپیچی کرد، به نوعی از این فضا خارج شد و به بازتعریف هویت و جایگاه خود پرداخت.
چندین قطعه از آثار الصعیدی (از جمله مجموعهٔ سرزمین‌های همگرا) از حنا، که به‌طور سنتی برای تزئین دست و پای عروس استفاده می‌شود، در ترکیب با خوشنویسی عربی، که معمولاً یک هنر مردانه محسوب می‌شود، بهره می‌برد.
او با استفاده از حنا برای خوشنویسی بر روی بدن زنان در آثارش، سعی دارد اقتدار و معنا را زیر سؤال ببرد. کلمات و عباراتی که او به کار می‌گیرد، اغلب به گونه‌ای هستند که به راحتی قابل کشف یا درک نیستند و بیننده را به تفکر و بازتعریف مفاهیم سنتی وامی‌دارند.
در مجموعه عکس‌های اسعیدی با عنوان «Les Femmes du Maroc» (زنان مراکش)، زنان به‌عنوان موجوداتی تزیینی و محصور در هنر حنا به تصویر کشیده شده‌اند. با این حال، حنا برای زنان مراکشی نمادین و پراهمیت است، چرا که با جشن‌های خانوادگی مرتبط با بلوغ یک دختر جوان و تبدیل او به یک زن بالغ پیوند خورده است.
استفاده الصعیدی از حنا در آثارش فضایی خاموش و معنادار ایجاد می‌کند که در آن زنان از طریق کیفیت‌های زنانه با یکدیگر «صحبت می‌کنند». این فرایند نقاشی‌گونه، به زنانی که از کار کردن در خارج از خانه منع شده‌اند، امکان می‌دهد تا از طریق هنری سودآور و شبیه به خالکوبی، هویت و حضور خود را بیان کنند.این کار نه تنها به سنت‌های فرهنگی احترام می‌گذارد، بلکه به زنان اجازه می‌دهد تا در قالب‌های جدیدی از بیان هنری مشارکت کنند.

### مناطق همگرا
مجموعه عکاسی الصعیدی که در اوایل دهه ۲۰۰۰ آغاز شد، زنانی را به تصویر می‌کشد که با لباس‌های سفید پوشیده شده‌اند و بدن‌ها و محیط‌هایشان با خط عربی نوشته‌شده با حنا تزیین شده است. این عکس‌ها در فضاهای خانگی سنتی مراکش گرفته شده‌اند. از آنجا که خوشنویسی اسلامی به‌طور سنتی تنها به مردان آموزش داده می‌شد، صعیدی، به عنوان یک خوشنویس خودآموخته، این نوشته‌ها را بر روی سوژه‌ها و محیط‌هایشان نقاشی کرد تا نقش‌های جنسیتی موجود در میراث فرهنگی خود را به چالش بکشد.این فرایند شامل ساعت‌ها نقاشی خط حنا بر روی بدن زنان و فضای اطراف آن‌ها می‌شود.
تصاویر به‌دست‌آمده در مجموعهٔ «سرزمین‌های همگرا»، نقدی بر ساختارهای مردسالارانه است و در عین حال، قدرت و انعطاف‌پذیری زنان عرب را جشن می‌گیرد.این آثار در گالری‌های معتبری همچون گالری هنرهای زیبای جکسون، گالری لیزا ست، موزه هنر کلمبوس، گالری هوارد یزرسکی و گالری لارنس میلر به نمایش گذاشته شده‌اند.

## نمایشگاه‌ها
آثار للا الصعیدی در موزه ملی هنر آفریقا به نمایش گذاشته شده‌اند.در سال ۲۰۱۵، موزه هنر سن دیگو نمایشگاهی با عنوان «الصعیدی: عکس‌ها» برگزار کرد که آثار او را در معرض دید عموم قرار داد. همچنین، آثار اسایدی در نمایشگاه «Revival» در سال ۲۰۱۷ در موزه ملی زنان در هنر در واشینگتن دی‌سی به نمایش درآمد.

## مجموعه‌ها
آثار للا الصعیدی در مجموعه‌های متعددی از موزه‌ها و مؤسسات هنری معتبر جهان به نمایش گذاشته شده‌اند. از جمله این مکان‌ها می‌توان به مؤسسه هنر شیکاگو، موزه پنج قاره، موزه هنر سن دیگو [نیازمند منبع]، موزه هنرهای زیبای کورنل در وینتر پارک، فلوریدا، موزه فرایز در لیوواردن، هلند، موزه هنرهای زیبا، بوستون، موزه ملی زنان در هنر [۵]، و موزه هنر کالج ویلیامز در ویلیامزتاون، ماساچوست اشاره کرد.

## جوایز
للا الصعیدی در فهرست ۲۰ هنرمند برتر معاصر خاورمیانه در سال‌های ۲۰۱۲–۲۰۱۴» که توسط چارچوب منتشر شد، به عنوان هنرمند شماره ۱۸ انتخاب شد. این انتخاب نشان‌دهنده تأثیر و جایگاه مهم او در هنر معاصر خاورمیانه است.
در سال ۲۰۱۲، مدال تقدیر را از مدرسهٔ موزهٔ هنرهای زیبای بوستون دریافت کرد.